# 千禧BB檔案
《千禧BB檔案》（Child of Our Time）是由英國廣播公司與开放大学合作制作的一系列紀錄片，由罗伯特·温斯顿主持。該系列紀錄片以25位於2000年出生的小孩為主角，計劃將會持續至2020（即是小朋友長大至20歲的時候），此紀錄片目的為研究成長背景、性別等對兒童的日後影響。

## 參與兒童
計劃的主角為25名兒童，來自22個英國家庭，有著不同的家庭背景。包括:
- Alex and Ivo：居住在格拉斯哥的同卵雙胞胎，早產11周。
- Calvin:早產10周，有一名姐姐，父母離異，現在有一名繼父。
- Charlie:母親在16歲時懷孕，而親生父親在出生前與其母親分手，其後，她的母親與一名電工誕下charlie 同母異父的弟妹。
- Charlotte Burke：父母由人工受孕所誕下的，有一名雙生兄弟alexander但不幸死產。父母現在離異。
- Charlotte Goldsmith：有一名哥哥，父母在她六個月時離異。
- Ethan:在懷有ethan前，母親kerri曾經失去2名女嬰，分別因死產及流產，而ethan原本有一名雙生兄弟，但在懷孕三個月時不幸流產。Ethan喜歡電腦遊戲，患有過度活躍症及交友困難問題。

- Eve:父母曾經多次嘗試人工受孕但失敗，最後在自然受孕的情況下懷有eve，因此父母非常珍惜eve，但母親在產後患上產後抑鬱症。在集數'The Age of Stress'內，eve的母親因癌症而不幸逝世。

- Helena:出生時早產，只有25周，是三胞胎中唯一生存的。醫生曾認為她有嚴重的發育問題及可能夭折，她在1歲半時還不懂爬行及到2歲還不懂說話。但其後回復正常，現有一名妹妹bella。

- Het:懂得英語及古吉拉特語，父母曾考慮送她到印度寄宿學校學習。

- James: 母親有複雜背景，有一名同母異父姐姐，患有哮喘及學習困難。在5歲時曾經被父親綁架。

- Jamie：母親曾患產後抑鬱症，而沒有工作。jamie出生後父母發現他學習說話出現問題，醫生診斷他有聽力障礙，而在四歲時證實患上糖尿病。

- Mabel, Alice and Phoebe:同卵的三胞胎，她們有三名兄長，她們即使有一樣外表但有不同的性格。

- Matthew：有一名哥哥，是家中次子，是一名容易害羞的男孩。

- Megan:父親是威爾斯農場主人，有一名哥哥及姐姐。

- Nathan:出生時是巨嬰，父母曾為培育nathan而搬到市郊過著有機生活，其後為學習而搬回城中。

- Parys:在單親家庭長大，母親Alison Lapper 從事藝術工作，為殘疾人士，在parys嬰兒時，母親只能用口及腳照顧。parys是剖宮產的。

- Rebecca:父母是猶太人，喜歡粉紅色。

- Rhianna:獨女，因為父母較特別的婚姻關係而出現容易焦慮的狀況，父母正努力改善關係。

- Rubin:在37周出生，出生後被置於深切治療部，在2個月大時因肺炎留院。在家中排得第三，有一名同母異父的弟弟。

- Taliesin:母親因受欺凌而很早綴學，taliesin是父母復合後所生的，有一名姐姐。

- Tyrese：是一名黑人，母親一直擔心tyrese會因種族問題而學壞。在三歲時，父母離異。

- william：喜歡運動，與哥哥關係較差。